# Лединске Крнице
Лединске Крнице (словен. Ledinske Krnice, итал. Carnizza di Ledine) су насељено место у општини Идрија, Горишка регија, Словенија.

## Историја
До територијалне реорганизације у Словенији биле су у саставу старе општине Идрија.

## Становништво
У попису становништва из 2011. године, Лединске Крнице су имале 53 становника.
| Број становника према пописима | Број становника према пописима | Број становника према пописима |
| ------------------------------ | ------------------------------ | ------------------------------ |
| 1991                           | 2002                           | 2011                           |
| 54                             | 52                             | 53                             |

Напомена: До 1952. исказивано под именом Крнице.